# 東海大學附屬甲府高等學校
東海大學附屬甲府高等學校是位於日本山梨縣甲府市金竹町地區的私立高等學校。
其棒球部自1980年代起成為山梨縣的常勝軍，至今代表山梨縣參加全國高等學校棒球錦標賽已累積超過十次。

## 歷史
學校的前身可以追溯至1946年於鹽山町成立的「山梨高等經理學園」，1947年更名為「山梨高等經理學校」，1951年更名為「山梨高等商業學校」，1955更名為「山梨經理專修學校」，1956年遷移至甲府市；1957年山梨經理專修學校停辦後改設立「山梨商業高等學校」，最初僅設立定時制課程，在1958年才增設全日制的商業科，1959年遷移至現址。
1964年與东洋大学合作，並更名為「東洋大學第三高等學校」，同年開始增設普通科、衛生看護科。
不過在1974年改與東海大學合作，因而更名為「東海甲府高等學校」，隔年停辦商業科，1977年再更名為「東海大學甲府高等學校」，2001年停辦衛生看護科，改辦福祉看護科，不過最終在2007年也停辦福祉看護科。
2014年更名為「東海大學附屬甲府高等學校」。